# Camponotus favorabilis
Camponotus favorabilis é uma espécie de inseto do gênero Camponotus, pertencente à família Formicidae.